# Fahad Al-Muwallad
Fahad Mosaed Al-Muwallad  (arabiska: فهد المولد), född 14 september 1994 i Jidda, är en saudisk fotbollsspelare som spelar för Al-Ittihad i Saudi Professional League. Han representerar även Saudiarabiens fotbollslandslag.